# Astra 2D
O Astra 2D foi um satélite de comunicação geoestacionário europeu construído pela Boeing que esteve localizado na posição orbital de 57,2 graus de longitude leste e era operado pela SES Astra, divisão da SES. O satélite foi baseado na plataforma BSS-376HP e sua expectativa de vida útil era de 10 anos. O satélite saiu de serviço em janeiro de 2023 e foi enviado para a órbita cemitério.

## História
Em agosto de 1999, a Hughes Space and Communications International, agora Boeing Satellite Systems, foi contemplada com um contrato para construir o satélite Astra 2D para a Société Européenne des Satellites (SES) de Luxemburgo. O satélite foi estacionado na posição orbital de 28,2 graus de longitude leste. O contrato de entrega-em órbita inclui o satélite, serviços de lançamento, e software de controle de estação terrestre para uso a parir do centro de controle, além de formação de novos controladores de satélite. Os satélites Astra são controlados a partir da estação de terra da SES em Betzdorf em Luxemburgo.
O satélite Astra 2D ajuda a SES Astra a entregar televisão direct-to-home digital para a Grã-Bretanha e Irlanda.

## Lançamento
O satélite foi lançado com sucesso ao espaço no dia 19 de dezembro de 2000, às 00:26 UTC, por meio de um veículo Ariane-5G, lançado a partir do Centro Espacial de Kourou na Guiana Francesa, juntamente com o satélite GE-8 e LDREX 1. Ele tinha uma massa de lançamento de 1.514 kg.

## Capacidade e cobertura
O Astra 2D era equipado com 16 transponders em banda Ku que fornecem Direct-to-home; transmitindo, serviços de multimídia para o Reino Unido e Irlanda.